# Голдман, Тодд
Тодд Харрис Голдман (англ. Todd Harris Goldman) — американский предприниматель, писатель и художник. Является основателем компании «Давид и Голиаф», производящей одежду, постеры и различные другие предметы, с разнообразными лозунгами. Согласно Wall Street Journal, стоимость «Давида и Голиафа» составила 90 миллионов долларов в 2004 году.

## Карьера
Голдман приобрёл славу, в частности, благодаря «мальчикоколотящим» лозунгам, например «Мальчишки тупы, кидайте в них камни» который был напечатан на футболках, наклейках на бамперах и других аксессуарах, продаваемых «Давидом и Голиафом». В 2005 году он выпустил книгу с таким же названием, которая была переведена на русский язык.
Голдман стал мишенью для критики его маркетинга и слоганов. В 2004 году в Лос-Анджелесе активист мужских прав Glenn Sacks начал кампанию против футболок «мальчишки тупы…» как части социального настроения, которое клеймило и преследовало мальчиков. Эта кампания привела к изъятию нескольких линий футболок из продажи в США в 2005 году.
Голдман занял 97-ю позицию в списке «100 людей которые выворачивают Америку», опубликованном в 2005 году. Голдберг также критиковал Голдмановский лозунг как часть того, что он назвал «мальчико расшибающим безумием», в котором производители соответствующих продуктов не учитывают, что уровень клинической депрессии и самоубийств среди мальчиков выше, чем среди девочек в США. Голдман на критику ответил тем, что «он надеется, что его оценят ещё выше в следующем году».
В 2008 году Голдман объединился с Эштоном Катчером и продюсерским партнером Катчера Джейсоном Голдбергом, чтобы разработать оригинальный анимационный сериал, увиденный глазами группы девочек-подростков под названием BLAHgirls.com.

## Обвинение в плагиате
В апреле 2007 года Голдман был обвинён в плагиате веб-художником Дэйвом Келли, касательно Голдмановского «Dear God Make Everyone Die» который был напрямую содран с Келлевского комикса Purple Pussy 2001 года.

## Книги
- 2005 — Все мальчишки — дураки! А девчонки — умницы! (переведена на русский язык в 2006 году)
- 2007 — Все девчонки — странные, но они вкусно пахнут (переведена на русский язык в 2009 году)